# Theodor Kalide
Theodor Erdmann Kalide (født 8. februar 1801 i Königshütte i Oberschlesien, død 26. august 1863 i Gleiwitz) var en tysk billedhugger.
Kalide, der var oplært under Schadow og Rauch, har i værker som Den døende løve på Scharnhorsts gravmæle, Drengen med svanen i Charlottenburg og den meget populære marmorstatue Bakkantinde på en panter (1846, Berlins Nationalgalleri) med deres betydelige teknik og realistiske gengivelse været en forløber for den skulptur der udførtes af Reinhold Begas.